# فرودگاه کورتلند
فرودگاه کورتلند (به انگلیسی: Courtland Airport) (به زبان بومی: Lawrence County Airport) یک فرودگاه همگانی بهره‌برداری هوایی است که یک باند فرود بتن دارد و طول باند آن ۱۵۲۲ متر است. این فرودگاه در شهر کورتلند، آلاباما کشور ایالات متحده آمریکا قرار دارد و در ارتفاع ۱۷۹ متری از سطح دریا واقع شده‌است.